# Rai Radio 1
Rai Radio 1 é uma emissora de rádio italiana operado pela organização estatal de radiodifusão RAI e sua programação é focada em notícias, esportes, programas de debate e música popular.

## História
A rádio é a descendente direta da primeira estação de rádio a operar na Itália, que iniciou suas transmissões a partir de Roma em 6 de outubro de 1924. Esta estação, indicativa de chamada 1-RO, foi operada pela Unione Radiofonica Italiana (URI), de propriedade privada. Em 1927, a empresa foi absorvida pela estatal Ente Italiano para as Audições Radiofônicas (EIAR), que a partir dessa data se tornou a única emissora de rádio autorizada na Itália.
A EIAR foi renomeada como Radio Audizioni Italiane ( RAI ) em 1944 e, como parte da reconstrução e melhoria da rede de transmissores sobreviventes após a Segunda Guerra Mundial, a rádio foi reorganizada (com efeitos a partir de 3 de novembro de 1946) para fornecer dois canais nacionais, cobrindo a maioria dos o país. O primeiro canal era conhecido como Rete Rossa (rede vermelha) e o segundo como Rete Azzurra (rede azul). Esses nomes "neutros" foram escolhidos para sugerir que, embora a qualquer momento cada canal visasse fornecer programação de um estilo contrastante ao disponível no outro, os dois canais eram nominalmente iguais em status e tinham uma missão igualmente ampla.
No dia 1 de janeiro de 1952, como parte de um movimento destinado a dar a cada um de seus canais uma "personalidade" mais distinta, a RAI renomeou a Rete Rossa como Programma Nazionale (programa nacional), e mais tarde mudava a nomenclatura para Primo Programma (primeiro programa) e, eventualmente, Rai Radio 1.

## Programas
Os principais programas da RAI Rádio 1 incluem noticiários, talk shows como o "Rádio Anch'io" e transmissões esportivas, cobertura ao vivo de todos os jogos disputados pela seleção italiana de futebol. Os comentários dos jogos de futebol das séries A e B são transmitidos ao vivo no Tutto il calcio minuto por minuto, um dos programas mais populares da Rádio 1, que está no ar desde 1960.